# Economia de Hong Kong
Hong Kong té una economia de lliure mercat molt depenent del comerç i les finances internacionals - el valor del comerç de béns i serveis és quatre vegades superior a la seva PIB. L'economia es basa en els serveis (principalment a la borsa de valors, comerç i serveis bancaris). La borsa de valors de Hong Kong és una de les més actives d'Àsia. En aquesta ciutat existeix turisme de negocis (però compta amb altres atractius). Aquesta ciutat és una seu de diverses empreses xineses.
L'economia oberta de Hong Kong va sofrir els efectes de la crisi econòmica de 2008. Malgrat l'augment de l'intercanvi de comerç, turisme i financer amb la República Popular de la Xina haver ajudat la reprèn de la recuperació econòmica de la regió, pot ocórrer nova retracció, a causa de la caiguda de ritme de les economies de la zona euro i dels Estats Units.